# Férfi 400 méteres vegyesúszás a 2011. évi nyári európai ifjúsági olimpiai fesztiválon
A Trabzonban rendezett 2011. évi nyári európai ifjúsági olimpiai fesztiválon az úszó versenyszámok közül a férfi 400 méteres vegyesúszást július 29-én rendezték.

## Előfutamok
| H   | F | Név                      | Nemzet             | E       | Mj |
| --- | - | ------------------------ | ------------------ | ------- | -- |
| 1.  | 3 | Semen Makovich           | Oroszország        | 4:30.39 | QA |
| 2.  | 4 | Matthew Johnson          | Egyesült Királyság | 4:31.98 | QA |
| 3.  | 2 | Christos Mouzas          | Görögország        | 4:33.67 | QA |
| 4.  | 2 | Szabó Norbert            | Magyarország       | 4:35.75 | QA |
| 5.  | 3 | Alpkan Ornek             | Törökország        | 4:35.84 | QA |
| 6.  | 4 | Jakub Tobias             | Csehország         | 4:36.28 | QA |
| 7.  | 4 | Mateusz Nachtman         | Lengyelország      | 4:36.30 | QA |
| 8.  | 3 | Etay Gurevich            | Izrael             | 4:38.03 | QA |
| 9.  | 3 | Alexandre Redon          | Franciaország      | 4:38.65 | QB |
| 10. | 4 | Christian Rosso          | Olaszország        | 4:39.75 | QB |
| 11. | 4 | David Ovsepyan           | Ukrajna            | 4:40.07 | QB |
| 12. | 2 | Adam Paulsson            | Svédország         | 4:40.62 | QB |
| 13. | 3 | Nikola Atanasov Dimitrov | Bulgária           | 4:40.76 | QB |
| 14. | 4 | Arnau Rovira             | Spanyolország      | 4:40.82 | QB |
| 15. | 3 | Marijan Goricki          | Horvátország       | 4:41.31 | QB |
| 16. | 2 | Miha Bernat              | Szlovénia          | 4:45.27 | QB |
| 17. | 3 | David Thomasberger       | Németország        | 4:45.78 |    |
| 18. | 4 | Kanstantsin Byshneu      | Fehéroroszország   | 4:46.35 |    |
| 19. | 1 | Tibor Holicky            | Szlovákia          | 4:47.05 |    |
| 20. | 2 | Sergio Zarro             | Svájc              | 4:48.58 |    |
| 21. | 3 | Sean O'brien             | Írország           | 4:50.80 |    |
| 22. | 2 | Tomás Silva              | Portugália         | 4:53.32 |    |
| 23. | 2 | Wiljam Rautiainen        | Finnország         | 4:53.51 |    |
| 24. | 4 | Sascha Zwirschitz        | Ausztria           | 4:54.57 |    |
| 25. | 1 | Daniel Hannes Palsson    | Izland             | 4:56.01 |    |
| 26. | 1 | Roman Dmitritsenko       | Észtország         | 5:01.26 |    |

## Döntő
| A döntő | A döntő                  | A döntő            | A döntő | A döntő |
| H       | Név                      | Nemzet             | E       | Mj      |
| ------- | ------------------------ | ------------------ | ------- | ------- |
| Arany   | Matthew Johnson          | Egyesült Királyság | 4:22.02 |         |
| Ezüst   | Semen Makovich           | Oroszország        | 4:23.39 |         |
| Bronz   | Mateusz Nachtman         | Lengyelország      | 4:31.90 |         |
| 4       | Christos Mouzas          | Görögország        | 4:31.97 |         |
| 5       | Szabó Norbert            | Magyarország       | 4:32.34 |         |
| 6       | Etay Gurevich            | Izrael             | 4:34.21 |         |
| 7       | Jakub Tobias             | Csehország         | 4:34.55 |         |
| 8       | Alpkan Ornek             | Törökország        | 4:37.05 |         |
| B döntő |                          |                    |         |         |
| H       | Név                      | Nemzet             | E       | Mj      |
| 1       | Alexandre Redon          | Franciaország      | 4:35.49 |         |
| 2       | Arnau Rovira             | Spanyolország      | 4:37.36 |         |
| 3       | Adam Paulsson            | Svédország         | 4:37.70 |         |
| 4       | Nikola Atanasov Dimitrov | Bulgária           | 4:38.02 |         |
| 5       | Christian Rosso          | Olaszország        | 4:40.39 |         |
| 6       | Marijan Goricki          | Horvátország       | 4:41.33 |         |
| 7       | David Ovsepyan           | Ukrajna            | 4:48.91 |         |
| -       | Miha Bernat              | Szlovénia          | -       | DSQ     |